# كوينتن لاينغ
كوينتن لاينغ هو لاعب هوكي الجليد كندي، ولد في 8 يونيو 1979 في Harris, Saskatchewan ‏ في كندا.

## وصلات خارجية
- كوينتن لاينغ على موقع دوري الهوكي الوطني (الإنجليزية)
- كوينتن لاينغ على موقع EliteProspects.com (الإنجليزية)
- كوينتن لاينغ على موقع HockeyDB.com (الإنجليزية)
- كوينتن لاينغ على موقع Hockey-Reference.com (الإنجليزية)